# Danzas

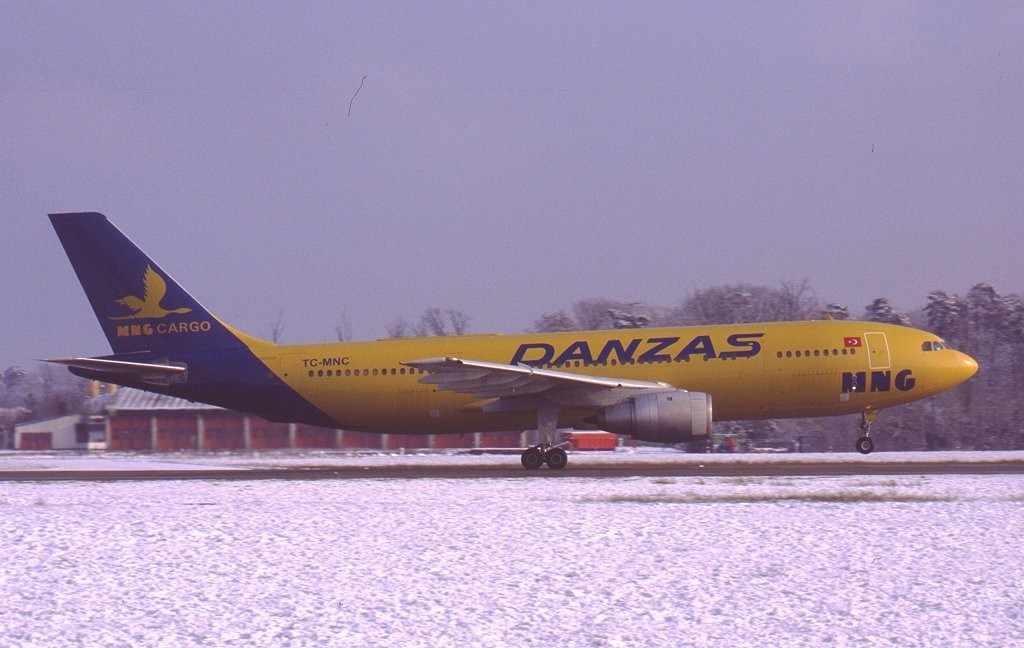
Airbus da aerolínea Danzas

Danzas foi uma empresa suíça, estabelecida em Basileia e fundada em 1815, por Louis Danzas. Foi comprada pela Deutsche Post World Net, no ano 2000, numa altura em que era "líder mundial de frete aéreo e segunda maior em frete marítimo". A empresa contava com 38.000 empregados espalhados pelo globo.
A Danzas foi integrada na marca DHL, mais concretamente na "DHL Global Forwarding".